# Тринадесети конгрес на Македонската патриотична организация
Тринадесетият конгрес на Македонските политически организации (МПО) се провежда през септември 1934 година във Форт Уейн, Индиана, САЩ. Прочетени са декларации, които осъждат режима на „Звено“ след Деветнадесетомайския преврат и преследването на македонските българи в България.